# 巫山悬钩子
巫山悬钩子（学名：Rubus wushanensis）为蔷薇科悬钩子属的植物，为中国的特有植物。分布在中国大陆的四川等地，生长于海拔2,000米的地区，多生长在林下，目前尚未由人工引种栽培。